# Linde (Solingen)
Linde ist ein Gehöft im äußersten Südwesten der bergischen Großstadt Solingen. In Linde betreibt die Familie Dickhoven einen Bauernhof, der mit 180 Kühen heute der größte Solinger Milchviehbetrieb ist.

## Lage und Beschreibung
Der Ort befindet sich im südwestlichsten Bereich des Solinger Stadtgebietes im Stadtteil Aufderhöhe. Er grenzt unmittelbar im Süden an Leichlingen und im Westen an Langenfeld. Die Stadtgrenze zu Langenfeld wird im Westen von Linde durch den Damm der Bahnstrecke Haan-Gruiten–Köln-Deutz gebildet. Nördlich befindet sich die Kapelle St. Reinoldi, die zu Rupelrath gehört. Im Osten verläuft die Landesstraße 288, die auf Solinger Seite Opladener Straße und auf Leichlinger Seite Ziegwebersberg heißt. Der Ort selbst wird durch den Bauernhof der Familie Dickhoven dominiert, der aus verschiedenen, teils denkmalgeschützten Fachwerkhäusern besteht, er ist von Weideflächen umgeben. Auch eine zum Hof gehörende Biogasanlage befindet sich in Linde.
Benachbarte Ortslagen sind bzw. waren: Landwehr, Holzkamp, Rupelrath, Gosse, Wachssack und Hütte auf Solinger Stadtgebiet, Müllerhof, Bungenstraße und Ziegwebersberg auf Leichlinger Stadtgebiet sowie Gravenberg und Feldhausen auf Langenfelder Stadtgebiet.

## Etymologie
Der Lindenbaum ist Bestandteil verschiedener Solinger Orts- und Straßennamen, er kommt auch in der Ortsbezeichnung Lindenhof sowie der Lindenbaumstraße und der Linkgasse vor.

## Geschichte
Der Ort kann bis in das 15. Jahrhundert zurückverfolgt werden, nachweisbar ist er seit dem Jahre 1488. Für das Jahr 1605 ist außerdem belegt, dass die Herren von Ketteler zu Haus Nesselrath von dem Hof des Wilhelm zur Linden, der ihnen seit 1560 gehörte, Abgaben verlangten.
Im Jahre 1715 ist der Ort in der Karte Topographia Ducatus Montani, Blatt Amt Solingen, von Erich Philipp Ploennies mit einer Hofstelle verzeichnet und als Lind benannt. Der Ort wurde in den Registern der Honschaft Ruppelrath innerhalb des Amtes Solingen geführt. Die Topographische Aufnahme der Rheinlande von 1824 verzeichnet den Ort als Linde, ebenso wie die Preußische Uraufnahme von 1844. In der Topographischen Karte des Regierungsbezirks Düsseldorf von 1871 ist der Ort hingegen nur unbenannt verzeichnet.
Nach Gründung der Mairien und späteren Bürgermeistereien Anfang des 19. Jahrhunderts gehörte der Ort zur Bürgermeisterei Höhscheid, die 1856 zur Stadt erhoben wurde.
1815/16 lebten neun, im Jahr 1830 ebenfalls zehn Menschen im als einzelnes Haus bezeichneten Wohnplatz. 1832 war der Ort unter den Namen an den Linden weiterhin Teil der Honschaft Ruppelrath innerhalb der Bürgermeisterei Höhscheid, dort lag er in der Flur VIII. Reinoldi Capelle. Der nach der Statistik und Topographie des Regierungsbezirks Düsseldorf als Hofstadt kategorisierte Ort besaß zu dieser Zeit zwei Wohnhäuser und zwei landwirtschaftliche Gebäude. Zu dieser Zeit lebten 13 Einwohner im Ort, davon zwei katholischen und elf evangelischen Bekenntnisses. Die Gemeinde- und Gutbezirksstatistik der Rheinprovinz führt den Ort an der Linde 1871 mit zwei Wohnhäuser und elf Einwohnern auf. Im Gemeindelexikon für die Provinz Rheinland von 1888 werden zwei Wohnhäuser mit 20 Einwohnern angegeben. 1895 besitzt der Ortsteil zwei Wohnhäuser mit 23 Einwohnern und gehörte zum evangelischen Kirchspiel Rupelrath, 1905 zählt der Ort vier Wohnhäuser mit 22 Einwohnern.

Mit der Städtevereinigung zu Groß-Solingen im Jahre 1929 wurde Linde ein Ortsteil Solingens. Bereits seit Anfang des 20. Jahrhunderts befindet sich der Hofbetrieb in Linde in Familienbesitz der Dickhovens. Einen Schwerpunkt des Hofs bildet heute neben der Milchviehhaltung auch die Jungtieraufzucht. Seit 1985 bzw. 1986 stehen von den historischen Fachwerkhäusern im Ort die Gebäude Linde 14 und 16 unter Denkmalschutz.

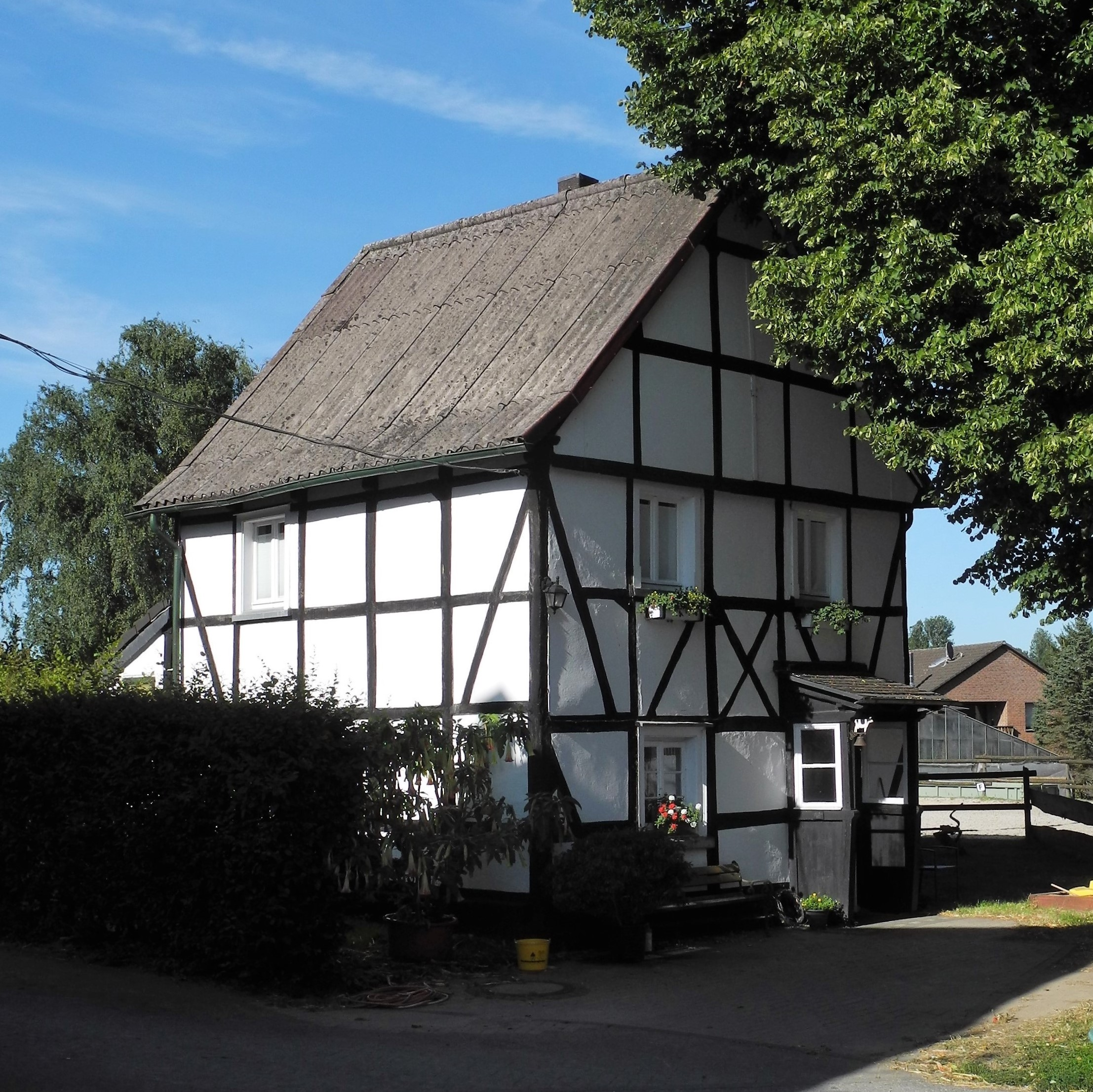
Linde 14
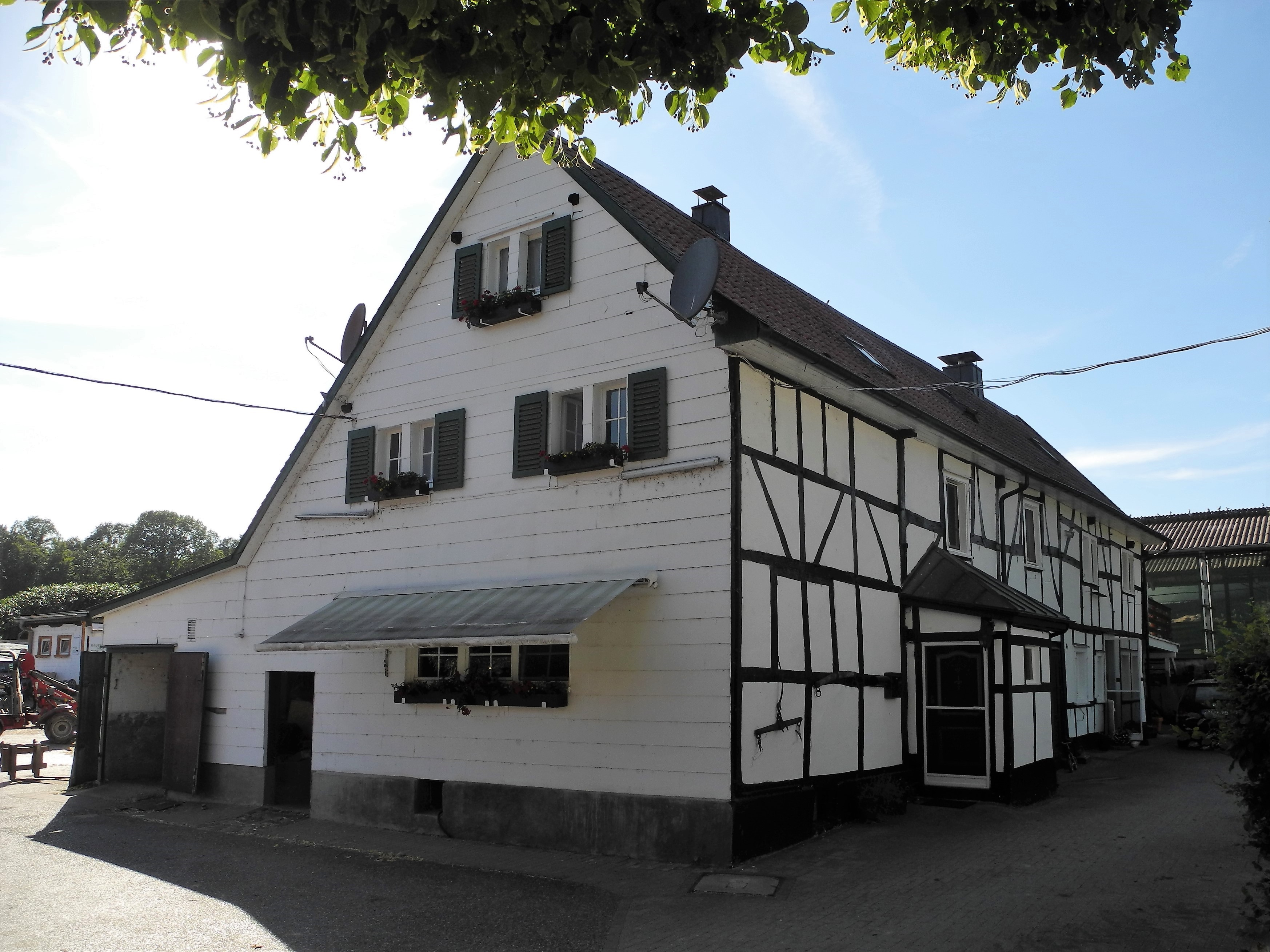
Linde 16